# صبحانه در تیفانی (فیلم)
صبحانه در تیفانی (به انگلیسی: Breakfast at Tiffany's) فیلمی کمدی،درام، رمانتیک به کارگردانی بلیک ادواردز و بازی آدری هپبورن، محصول سال ۱۹۶۱ کمپانی پارامونت پیکچرز است.

## خلاصه داستان
این فیلم دربارهٔ هالی گولایتلی، دختر جوانی است که به تنهایی زندگی می‌کند. هالی دختری ساده، زیبا و وحشی است که در ۱۵ سالگی ازدواج می‌کند ولی پس از مدت کوتاهی به قصد بازی در فیلم، همسرش را ترک کرده و به هالیوود می‌رود، اما در آنجا هم ماندگار نمی‌شود و راهی نیویورک می‌شود. آشنایی هالی با نویسنده جوانی به نام پل وارجک باعث دگرگونی زندگی هر دوی آنها می‌شود.در نهایت آنها با یکدیگر ازدواج میکنند

## اقتباس از کتاب
فیلم‌نامهٔ این اثر اقتباسی است از کتاب صبحانه در تیفانی، اثر ترومن کاپوتی.

### آکادمی اسکار
اعطای موسیقی فیلم به هنری مانچینی در سال ۱۹۶۱
اعطای بهترین صدا به هنری مانچینی و جانی مرسر در سال ۱۹۶۱
نامزد دریافت جایزه بهترین بازیگر نقش اول زن، آدری هپبورن در سال ۱۹۶۱
نامزد دریافت جایزه بهترین فیلم نامه، جورج اکسلرود در سال ۱۹۶۱

### سایر جوایز
جایزه گرمی به دلیل بهترین ضبط صدا
جایزه WGA به جورج اکسلرود به عنوان بهترین درام آمریکایی